# Conformità agricola comunitaria
La conformità agricola comunitaria, o conformitas agraria comunitatis (CAC o CAE), è una certificazione utilizzata in agricoltura per i materiali di propagazione che seguono la direttiva 93/48 CEE. Riguarda i materiali di propagazione delle piante da frutto, piante ornamentali e piante ortive, ad eccezione delle sementi..